# Østfoldbanan
 Østfoldbanan (norska: Østfoldbanen, tidigare Smaalensbanan, norska: Smaalensbanen) är en norsk järnvägslinje från Oslo, genom Follo till svenska gränsen vid Kornsjø i Østfold fylke. Linjen används idag av bland andra Vy med lokaltåg Spikkestad–Oslo–Moss, regiontåg Oslo–Halden och tåg till Göteborg i Sverige. Østfoldbanen delar sig mellan Ski och Sarpsborg i en västlig och en östlig linje. Den västliga linjen via Moss och Fredrikstad har högre standard och mer trafik och räknas därför som huvudlinje. På svensk sida ansluter Norge/Vänerbanan. Den östra linjen, Østre linje, har lokal persontrafik mellan Oslo och Rakkestad, med stopp i bland annat Askim. Linjen är dubbelspårig mellan Oslo och Moss samt en mindre sträcka strax söder om Moss. Resten av sträckan till svenska gränsen är enkelspårig med mötesspår. Även Østre linje är enkelspårig.

## Historik
År 1873 beslutade Stortinget att bygga Smaalensbanan som den i början kallades. Banan blev klar 1879. År 1882 var östra linjen via Rakkestad klar. I början eller mitten av 1900-talet byggdes sträckan Oslo-Ski om till dubbelspår. 1996 blev västra linjen förbättrad med rakt nytt dubbelspår med cirka 32 km från Ski till nära Moss och cirka 10 km i Rygge och Råde kommuner. Dessa sträckor har med 160 km/h högst hastighet på banan.
Sträckan Oslo–Ski blev fyrspårig i december 2022 genom att bygget av snabbtågsbanan Follobanen färdigställdes. Follobanen har en längd på 22 kilometer varav 19,5 kilometer utgörs av Norges längsta tågtunnel. Byggstarten skedde i juni 2014. Den ger ökad kapacitet, minskar risken för förseningar samt halverar restiden för direktresor mellan Oslo och Ski från 22 minuter (Østfoldbanen) till 11 minuter (Follobanen).

## Planer
Det finns planer på att göra sträckan Moss–Halden dubbelspårig vid ett senare tillfälle. I en utredning från 2012 föreslogs en ombyggnad i befintlig sträckning Ski–Moss–Fredrikstad–Sarpsborg–Halden som då skulle få en restid på 1 timme och 8 minuter mellan Oslo och Halden (jämfört med 1:45 år 2012),[källa behövs] till en kostnad på 18,7 miljarder NOK. Från Halden till gränsen (33 kilometer) planeras inget större, trots att det finns en väldigt brant backe som begränsar godstågens vikt mycket, vilket har bidragit till att större delen av godstrafiken över gränsen flyttats till lastbil, vilket skapat behov av en kostsam motorväg och ny tullstation som trots det är för liten.